# She Loves You
She Loves You (englisch; deutscher Titel: Sie liebt dich) ist ein Lied der britischen Band The Beatles aus dem Jahr 1963. Geschrieben wurde es von John Lennon und Paul McCartney und steht unter dem zu Beatles-Zeiten üblichen Copyright Lennon/McCartney (in der deutschen Version Lennon/McCartney/Nicolas/Montague). Das Lied wurde in Großbritannien am 23. August 1963 auf einer Single mit I’ll Get You auf der B-Seite veröffentlicht.

## Hintergrund

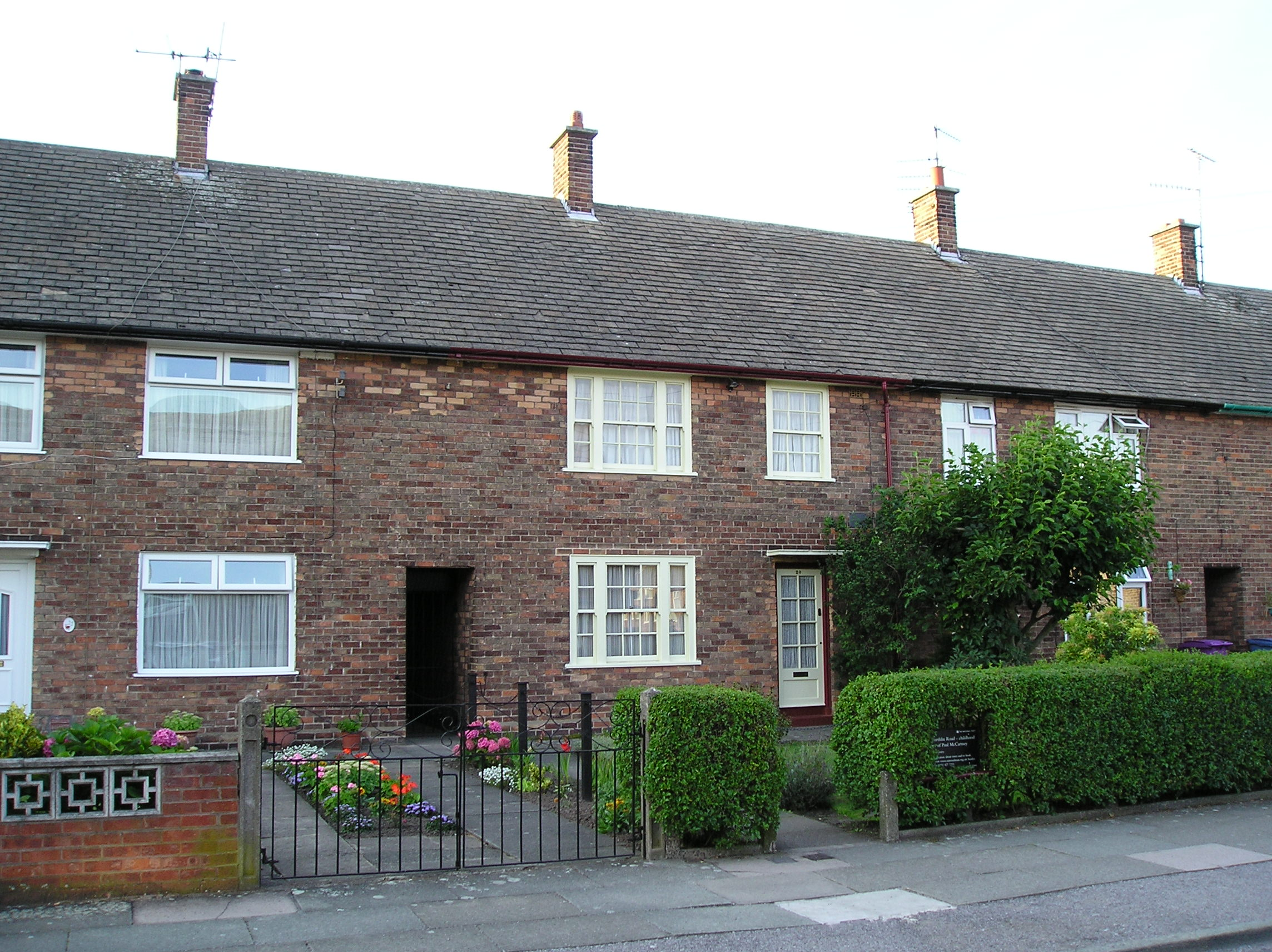
20 Forthlin Road, Blick auf das Reihenhaus in Liverpool

Lennon und McCartney schrieben She Loves You am 26. Juni 1963 nach einem Konzert mit Roy Orbison und Gerry and The Pacemakers in Newcastle upon Tyne. Die ersten Ideen, angeregt durch den Song Forget Him von Bobby Rydell, entstanden bereits im Tourbus, und in der folgenden Nacht komplettierten Lennon und McCartney das Lied in einem Hotelzimmer im Turk’s Hotel in Newcastle und später noch im Haus der Familie McCartney in der Forthlin Road in Liverpool. McCartneys ursprüngliche Idee war es, dass McCartney die Titelzeile sang und die anderen mit „yeah, yeah, yeah“ antworteten. Lennon überredete ihn jedoch vom Gegenteil.
McCartney sagte über die Kompositionsarbeiten: „Wir gingen ins Wohnzimmer – ‚Papa, hör dir das an. Was denkst du?‘ Also spielten wir es meinem Vater vor und er sagte: ‚Das ist sehr nett, mein Sohn, aber es gibt genug von diesen Amerikanismen hier. Könntest du nicht singen: She Loves You. Yes! Yes! Yes! ‘ An diesem Punkt brachen wir zusammen und sagten: ‚Nein, Papa, du verstehst es nicht ganz!‘“
Die ungewöhnliche Idee, das Lied aus der dritten Person heraus zu schreiben, geht auf Paul McCartney zurück. Gegenüber ihrem Produzenten George Martin mussten die Beatles den ungewöhnlichen Schlussakkord des Liedes durchsetzen, den jener als zu jazzig erachtete.
John Lennon sagte 1980 dazu: „Ich erinnere mich, dass es Pauls Idee war: Anstatt wieder ‚I love you‘ zu singen, würden wir eine dritte Partei haben. Diese Art von kleinem Detail ist anscheinend in seiner Arbeit, wo er eine Geschichte über jemanden schreiben wird und ich eher geneigt bin, nur über mich selbst zu schreiben.“
She Loves You wurde die Single, mit der die Beatlemania in Großbritannien begann. Der Refrain „Yeah, Yeah, Yeah“ wurde schnell zum Synonym für die Beatles. Die Single wurde die bestverkaufte Single des Jahres 1963 in Großbritannien und der Beatles überhaupt in ihrer Heimat. Sie markierte den Beginn für eine ganze Reihe von Verkaufsrekorden. Die Single, für die Vorbestellungen in Höhe von 500.000 Exemplaren vorgelegen hatten, hielt sich sechs Wochen auf Platz 1 der Record-Retailer-Charts. Insgesamt blieb die Single 31 Wochen ununterbrochen in den Charts, davon 18 Wochen in den Top Drei.
She Loves You erschien in den USA am 16. September 1963 beim kleinen Label Vee-Jay Records, konnte sich zunächst jedoch nicht in den Billboard-Charts platzieren. Erst als die nächste Single der Beatles I Want to Hold Your Hand in den USA Platz 1 der Single-Charts erreichte, stellte sich eine enorme Nachfrage nach She Loves You ein und das Lied war 15 Wochen in den amerikanischen Charts notiert und erreichte Platz eins. Am 3. Januar 1964 wurde in der The Jack Paar Show im US-Fernsehen ein Video des Liedes She Loves You von der Royal Variety Show vom 4. November 1963 gespielt. Brian Epstein und Ed Sullivan versuchten das im Vorwege zu verhindern, da die Beatles exklusiv erstmals in den USA in der Ed-Sullivan-Show auftreten sollten. Doch durch die The Jack Paar Show wurde die Popularität der Beatles in den USA weiter gesteigert und es wurde in der Sendung darauf hingewiesen, dass die Beatles im Februar 1964 in der Ed-Sullivan-Show auftreten werden.

## Aufnahme
Am 1. Juli 1963 nahmen die Beatles She Loves You auf einem Zweispur-Tonband in den Abbey Road Studios in London mit dem Produzenten George Martin auf. Das Tonband mit der Aufnahmesession gilt als verschollen. Der Tontechniker Norman Smith erinnerte sich, dass er vor Beginn der Aufnahmesession einen kurzen Blick auf ein Textblatt von She Loves You werfen konnte und nachdem er die vielen „Yeah, yeah, yeahs“ erblickt hatte, urteilte er, dass ihm das Lied nicht gefallen werde. Als die Beatles jedoch kurze Zeit später die ersten Takes einspielten, änderte Smith schlagartig seine Meinung.
Die genaue Anzahl der gespielten Takes ist nicht bekannt, da das Masterband als verschollen gilt. Für She Loves You und I’ll Get You, das am selben Tag aufgenommen wurde, bespielten die Beatles zumindest drei Tonbänder.
Am 4. Juli 1963 schnitt George Martin aus verschiedenen Takes der Aufnahmesession vom 1. Juli 1963 eine neue Version zusammen und mischte sie für die kommende Single-Veröffentlichung in Mono ab. Eine Stereoversion wurde vorerst nicht gefertigt. Da die Masterbänder kurze Zeit später unter ungeklärten Umständen verschwunden sind, konnte seitdem nie eine echte Stereoversion gefertigt werden. Stattdessen erschienen drei sogenannte „Mock-Stereoversionen“, die aus der Monoversion gemischt wurden. 1964 und 1973 wurden von Capitol Records in den USA jeweils eine künstliche Stereoversion hergestellt. Am 8. November 1966 wurde von Geoff Emerick für das Album A Collection of Beatles Oldies ebenfalls eine künstliche Stereoversion angefertigt.
Erst 2024 erschien eine echte Stereo-Version von She Loves You. Dies war durch eine auf künstlicher Intelligenz beruhender Software möglich, die vom Team des Regisseurs Peter Jackson für die Dokumentation Get Back entwickelt wurde. Diese Software namens "MAL" ermöglichte es, die einzelnen Instrumente und Stimmen aus der Mono-Version zu extrahieren und anschließend neu in Stereo abzumischen. Um die besondere Akustik im Studio 1 der Abbey Road Studios zu bewahren, wurden die verschiedenen Instrumente im Studio einzeln über Lautsprecher abgespielt, die so positioniert waren, wie die Beatles im Studio spielten. Dieser Klang wurde dann mit Mikrofonen aufgenommen. Diese Version erschien auf dem Kompilationsalbum 1962–1966.

## Besetzung
- John Lennon: Gesang, Gitarre
- Paul McCartney: Gesang, Bass
- George Harrison: Gitarre, Gesang
- Ringo Starr: Schlagzeug

## Deutschsprachige Version

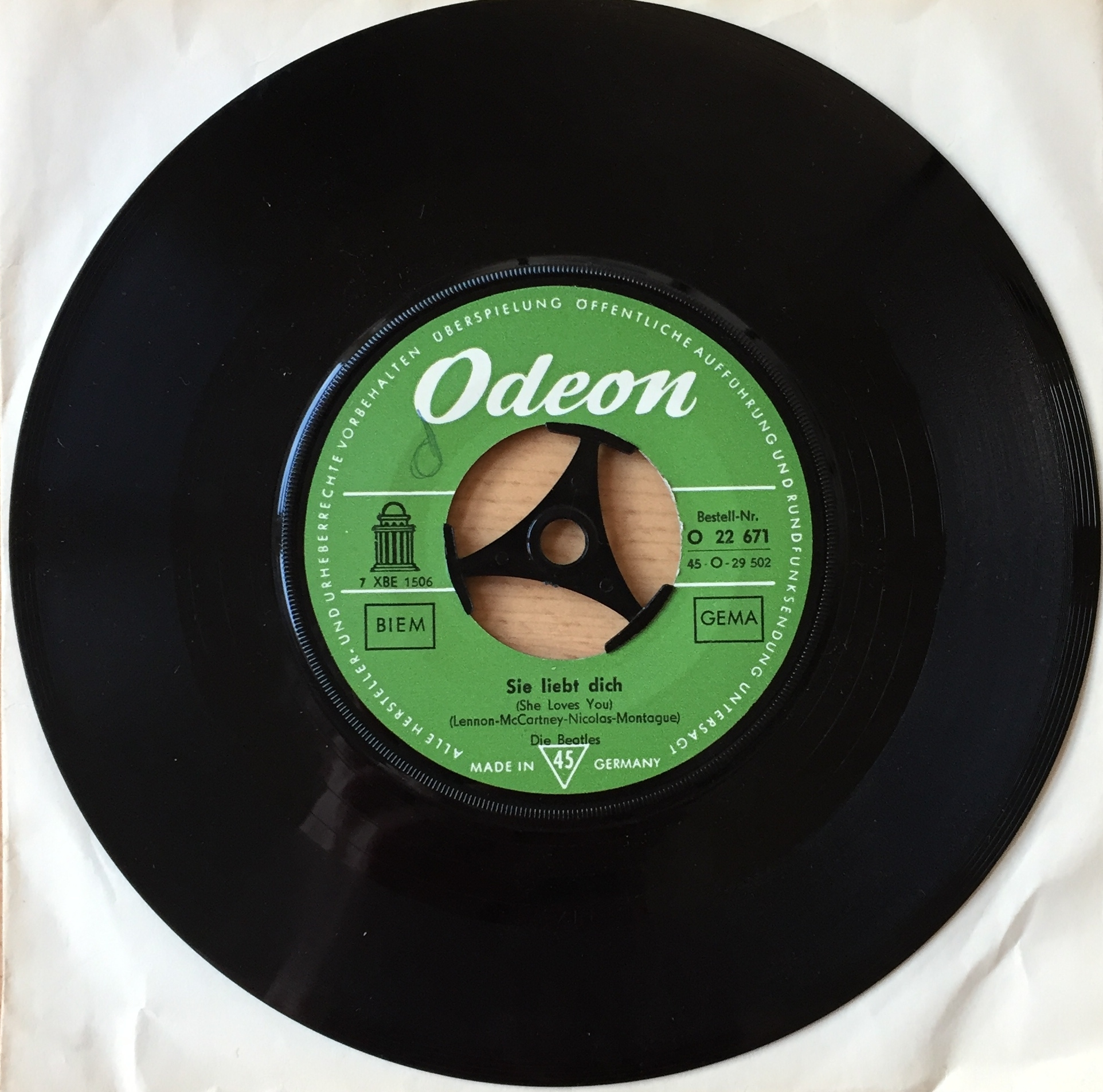
Single Sie liebt dich

Das deutsche Sublabel der EMI, Odeon, verlangte, dass die Beatles auf Deutsch singen sollten, um im deutschen Musikmarkt Fuß fassen zu können. Gegen ihren ausdrücklichen Willen fanden die entsprechenden Aufnahmen am 29. Januar 1964 in den Pathé Marconi Studios in Paris statt.
She Loves You wurde von dem Radiomoderator Camillo Felgen (unter seinem nach seinem Geburtsnamen Camille Jean Nicolas Felgen gebildeten Pseudonym J. Nicolas und mit einem Mitübersetzer mit dem Pseudonym Montague) von Radio Luxemburg ins Deutsche übersetzt. Am Vorabend der Aufnahme traf sich Felgen mit den Beatles, um die Übersetzung zu besprechen. Paul McCartney hatte lediglich einen Wunsch: Felgen sollte den Laut „ch“ in der Übersetzung vermeiden, da die Beatles ihn nicht korrekt aussprechen konnten. Anschließend hinterließen die Beatles dem Übersetzer eine Flasche Dimple. Gegen ein Uhr morgens erschienen die Beatles erneut in Felgens Hotelzimmer, um seine nun fertige Übersetzung an Ort und Stelle zu proben. McCartney verlangte, dass die Titelzeile „Sie liebt dich“ wegen des für ihn unaussprechlichen „ch“ in „Sie liebt dir“ umgeändert wird, worauf Felgen antwortete: „Nee, das geht nicht. Das ist Berliner Dialekt. Das kauft kein Kölner!“
Es war das erste Mal seit den 1961/62er Aufnahmen in Hamburg, dass die Band außerhalb von Großbritannien Aufnahmen machte und auch das letzte Mal. Da zu diesem Zeitpunkt die ursprünglichen Masterbänder von She Loves You bereits verschollen waren, waren die Beatles gezwungen, die Musik neu einzuspielen. Am gleichen Tag nahmen die Beatles auch die deutsche Version von I Want to Hold Your Hand (Komm gib mir deine Hand) – die A-Seite der Single – sowie auf Englisch Can’t Buy Me Love auf.

## Coverversionen
Es wurden über 260 Coverversionen von She Loves You veröffentlicht.
Keine der zahlreichen Coverversionen von She Loves You konnte sich je in den Charts platzieren, obwohl es von namhaften Musikern interpretiert wurde, darunter Neil Sedaka oder Peter Sellers. Die Beatles selbst zitierten She Loves You im Fadeout ihres Hits All You Need Is Love (1967).

## Trivia
Bekannt wurde Walter Ulbrichts auf das „Yeah, Yeah, Yeah“ des Liedes anspielende Aussage „Ist es denn wirklich so, dass wir jeden Dreck, der vom Westen kommt, nu kopieren müssen? Ich denke, Genossen, mit der Monotonie des Je-Je-Je, und wie das alles heißt, ja, sollte man doch Schluss machen.“
Ulbricht beabsichtigte, eine möglichst umfassende eigene Jugendkultur in der DDR zu schaffen, die weitgehend unabhängig von westlichen Einflüssen sein sollte.

## Veröffentlichungen
- Am 23. August 1963 wurde in Großbritannien die Single She Loves You / I’ll Get You veröffentlicht, in Deutschland erschien die Single am 31. August 1963 und erreichte Platz 7. In den USA erschien She Loves You am 16. September 1963.
- In den USA wurde She Loves You auf dem dortigen dritten Beatles-Album The Beatles’ Second Album am 10. April 1964 veröffentlicht.
- Am 14. April 1964 wurde She Loves You auf den deutschen Kompilationsalbum The Beatles Beat veröffentlicht.
- In den kommenden Jahren wurde She Loves You für folgende Kompilationsalben der Beatles verwendet: The Beatles’ Greatest (1965), A Collection of Beatles Oldies (1966), 1962–1966 (1973), 20 Greatest Hits (1982), Past Masters (1988) und 1 (2000).
- Am 4. Mai 1977 erschien das Livealbum der Beatles The Beatles at the Hollywood Bowl; es enthält unter anderen She Loves You.
- Am 20. November 1995 erschien das Album Anthology 1, auf dem sich eine Liveaufnahme in Mono für die Radio- und Fernsehsendung The Royal Command Performance vom 4. November 1963 befindet.
- Für BBC Radio nahmen die Beatles unter Livebedingungen zehn weitere Fassungen von She Loves You auf, von denen eine Aufnahme im BBC Playhouse Theatre, London, vom 7. September 1963 auf dem Album On Air – Live at the BBC Volume 2 am 8. November 2013 erschien.[10]
- Am 17. Dezember 2013 erschien das Album The Beatles Bootleg Recordings 1963, auf dem sich vier weitere BBC-Aufnahmen von She Loves You befinden, diese stammen vom 16. Oktober 1963 eingespielt im BBC Playhouse Theatre, London, eine vom 19. Dezember 1963 eingespielt im BBC Paris Theatre, London, sowie zwei vom 3. September 1963 eingespielt im Studio Two, Aeolian Hall, London.
- Am 10. November 2023 wurde das Kompilationsalbum 1962–1966 erneut wiederveröffentlicht. Auf diesem befindet sich She Loves You in einer von Giles Martin und Sam Okell 2023 neu abgemischten Stereoversion.

## Auszeichnungen für Musikverkäufe
| Land/Region                  | Auszeichnungen für Musikverkäufe (Land/Region, Auszeichnung, Verkäufe) | Verkäufe  |
| ---------------------------- | ---------------------------------------------------------------------- | --------- |
| Vereinigtes Königreich (BPI) | —                                                                      | 1.950.000 |
| Insgesamt                    | —                                                                      | 1.950.000 |